# 線膛鷹銃
線膛鷹銃（Rifled Musket或Rifle Musket）或來復鷹銃、來福鷹銃，是一種19世紀的早期的銃械。原本是指製作時是滑膛，後來加上膛線的鷹銃，後來也指來福槍（Rifle），來福槍之後取代了來復鳥銃這個稱呼。來福槍出現時也是被視為一種特殊的鳥銃，整體設計也是相同的。
後來於1849年法國人米尼研製出圓錐型的米尼彈，自此來福鳥銃具備更長的射程和更好的精度，以至更大的殺傷力。不過没多久就因後膛槍的普及而被逐漸淘汰。